# Hila Saada
Pour les articles homonymes, voir Saada.
Hila Saada, née le 12 octobre 1982 à Migdal HaEmek (Israël), est une actrice et chanteuse israélienne.

## Biographie
Hila Saada nait et grandit à Migdal HaEmek. Elle se spécialise en sociologie et en théâtre au lycée Ort Rogozin de sa ville natale.
Dans l'armée israélienne, elle sert comme commis de bureau à la base d'Uzbet Adom, près d'Eilat.
En 2021, Hila Saada tient un des rôles principaux, celui de Roza Ermoza, dans la série télévisée La Belle de Jérusalem dont l'action se passe à Jérusalem lors de l'entre-deux-guerres. Cette série est adaptée du livre The Beauty Queen of Jerusalem de Sarit Yishai-Levi.

## Filmographie partielle

### Au cinéma
- 2007 :  La Visite de la fanfare d'Eran Kolirin : Svetlana
- 2010 : Srak Srak (he) : Maya
- 2014 : Manpower (he) : employée de banque
- 2022 : Mithatenet : Gabi
- 2022 : Roses Gate

### À la télévision
- 2011 : Ramzor (en) : Liat (série télévisée, 1 épisode)
- 2013-2021 : The Baker and the Beauty (en) : Vanessa Maimon (série télévisée, 22 épisodes)
- 2015 : Sachkan Zar (he) : Nofit Zana (série télévisée, 8 épisodes)
- 2018 : Eilat (he) : Orna (série télévisée, 2 épisodes)
- 2019 : Rak LeHayom  (série télévisée, 3 épisodes)
- 2021-2023 : La Belle de Jérusalem : Roza Ermoza (série télévisée, 26 épisodes)

## Récompenses et distinctions
- 2021 : nommée aux prix de l'Académie de la télévision israélienne (en), catégorie « Meilleure actrice dans une série dramatique » pour La Belle de Jérusalem
- (en) Hila Saada: Awards, sur l'Internet Movie Database